# Saint-Maurice-en-Cotentin
Saint-Maurice-en-Cotentin ist eine französische Gemeinde mit 248 Einwohnern (Stand 1. Januar 2022) im Département Manche in der Region Normandie. Sie gehört zum Kanton Les Pieux und zum Arrondissement Cherbourg. 
Sie grenzt im Nordwesten an Sortosville-en-Beaumont, im Norden an Saint-Pierre-d’Arthéglise, im Osten an Fierville-les-Mines, im Südosten an Le Mesnil, im Süden an Saint-Georges-de-la-Rivière, im Südwesten an Saint-Jean-de-la-Rivière und im Westen an La Haye-d’Ectot.

## Bevölkerungsentwicklung
| Jahr      | 1962 | 1968 | 1975 | 1982 | 1990 | 1999 | 2008 | 2018 |
| --------- | ---- | ---- | ---- | ---- | ---- | ---- | ---- | ---- |
| Einwohner | 278  | 195  | 177  | 178  | 203  | 231  | 285  | 256  |

## Sehenswürdigkeiten

Kirche Saint-Maurice

- Kirche Saint-Maurice